# Incydent lotniczy

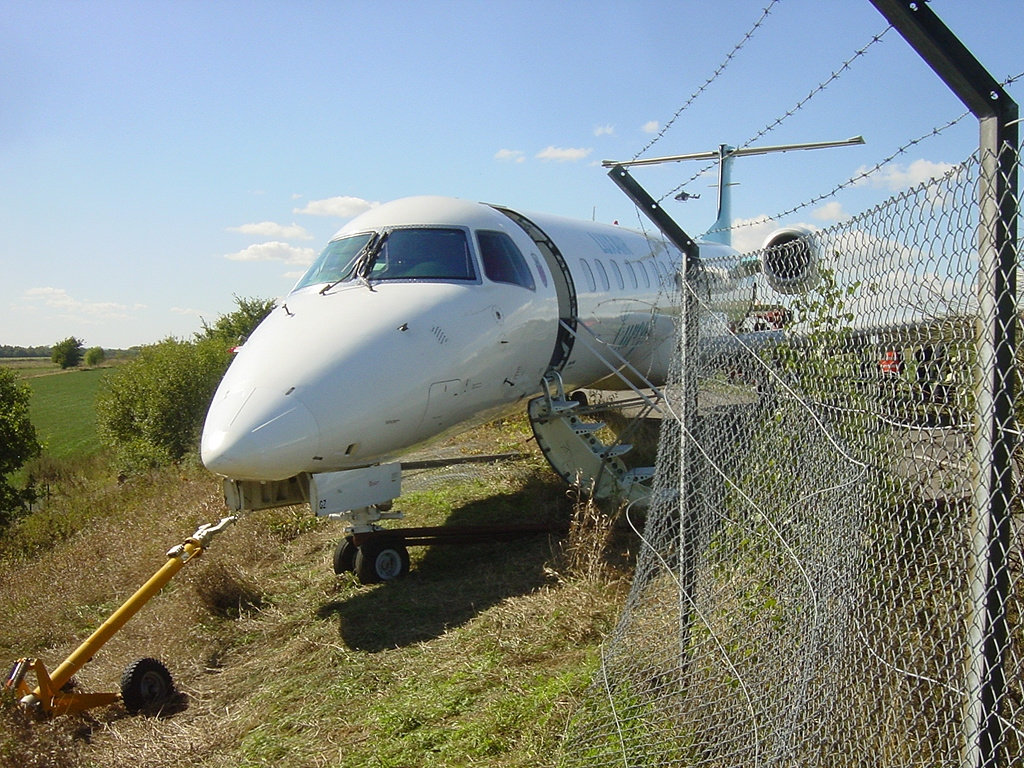
Incydent lotniczy (zjechanie z pasa startowego)

Incydent lotniczy – zdarzenie inne niż wypadek lotniczy, związane z eksploatacją statku powietrznego, które ma wpływ lub mogłoby mieć wpływ na bezpieczeństwo lotów.
Odmianą incydentu jest „poważny incydent” obejmujący okoliczności wskazujące, że wystąpiło duże prawdopodobieństwo zaistnienia wypadku, związany z eksploatacją statku powietrznego oraz który, w przypadku załogowego statku powietrznego, odbywa się od momentu wejścia na pokład statku powietrznego jakiejkolwiek osoby z zamiarem odbycia lotu aż do opuszczenia pokładu przez te osoby, lub, w przypadku bezzałogowego statku powietrznego, odbywa się od momentu, gdy statek powietrzny jest gotowy do ruchu w celu wykonania lotu aż do czasu jego zatrzymania na koniec lotu i wyłączenia głównego układu napędowego.
Przykładami poważnego incydentu są:
- sytuacja bliska zderzeniu i wymagająca manewru unikowego, lub sytuacja, w której zastosowanie manewru unikowego byłoby odpowiednie dla uniknięcia zderzenia lub innej niebezpiecznej sytuacji,
- minimalne uniknięcie zderzenia z naturalnymi przeszkodami,
- przerwanie startu na zamkniętej lub zajętej drodze startowej, drodze kołowania, z wyłączeniem dopuszczonych operacji śmigłowców, lub na nieprzydzielonej drodze startowej,
- starty na zamkniętej lub zajętej drodze startowej, drodze kołowania, z wyłączeniem dopuszczonych operacji śmigłowców, lub na nieprzydzielonej drodze startowej,
- lądowania lub próby lądowań na zamkniętej lub zajętej drodze startowej, drodze kołowania, z wyłączeniem dopuszczonych operacji śmigłowców, lub na nieprzydzielonej drodze startowej,
- poważne niedociągnięcie względem uzyskania właściwych osiągów statku powietrznego podczas startu lub początkowego wznoszenia,
- pożar i dym w przedziale pasażerskim lub w przedziałach towarowych, pożar silnika, nawet jeśli zostały ugaszone z wykorzystaniem środków gaśniczych,
- zdarzenie wymagające awaryjnego użycia tlenu przez załogę,
- awaria konstrukcji statku powietrznego lub rozpad silnika, w tym awarie silników turbinowych, których nie można zakwalifikować do wypadków lotniczych,
- wielokrotne niesprawności jednego lub większej liczby układów statku powietrznego, które w znacznym stopniu wpływają na eksploatację statku powietrznego,
- przypadki utraty zdolności do wykonywania czynności przez członków załogi statku powietrznego podczas lotu,
- ilość paliwa wymagająca zgłoszenia przez pilota sytuacji awaryjnej,
- wtargnięcia na drogę startową sklasyfikowane jako stopień A zgodnie z podręcznikiem dotyczącym zapobiegania wtargnięciom na drogę startową, który zawiera informacje na temat klasyfikacji wtargnięć ze względu na stopień stworzonego przez nie zagrożenia,
- incydenty związane ze startem lub lądowaniem. Incydenty w rodzaju lądowania za bliskiego, przekroczenia pasa startowego lub zjechania z pasa startowego,
- awarie systemów, zjawiska atmosferyczne, eksploatacja statku powietrznego poza zatwierdzoną obwiednią obciążeń w locie oraz inne zdarzenia, które mogły sprawić trudności w sterowaniu statkiem powietrznym,
- awaria więcej niż jednego systemu w obrębie systemu nadmiarowego, który jest obowiązujący dla kierowania i nawigacji podczas lotu.

Różnica między wypadkiem a poważnym incydentem polega jedynie na ich skutkach.